# ORP Kaszub (1985)
ORP Kaszub (240) – współczesna polska korweta zwalczania okrętów podwodnych, pierwotnie klasyfikowana jako dozorowiec. Jedyny okręt projektu 620 (typu Kaszub), trzeci okręt Polskiej Marynarki Wojennej noszący tę nazwę. Pierwszy zbudowany w Polsce oceaniczny okręt bojowy. Budowę rozpoczęto w 1983 roku, a do służby wszedł 15 marca 1987 roku. Okręt należał do 9. Flotylli Obrony Wybrzeża w Helu. Od 2011 roku włączony jest do Dywizjonu Okrętów Bojowych w Gdyni Oksywiu.
Okręt ma niecałe 1200 ton wyporności i 82,3 m długości, napędzany jest silnikami spalinowymi, pozwalającymi na osiąganie prędkości 26 węzłów. Uzbrojenie stanowi armata uniwersalna kalibru 76 mm AK-176M, małokoalibrowe działka przeciwlotnicze, wyrzutnie torped przeciw okrętom podwodnym i rakietowych bomb głębinowych.

## Zamówienie i budowa

### Powstanie projektu
Prace koncepcyjne nad nowymi okrętami zwalczania okrętów podwodnych dla Marynarki Wojennej (małymi fregatami), o większych możliwościach, niż posiadane ścigacze okrętów podwodnych, rozpoczęto jeszcze w latach 60. XX wieku w biurze CBKO-2 w Gdańsku (niezrealizowane projekty 610, 611, 618, 619). Projekt 618, o przewidywanym napędzie silnikami wysokoprężnymi i turbinami gazowymi oraz uzbrojeniu głównym z czterech armat kalibru 76 mm, został zatwierdzony w 1970 roku przez dowództwo marynarki do dalszych prac, lecz zostały one wstrzymane w 1972 roku z uwagi na brak odpowiedniego napędu turbinowego. W 1971 roku rozpoczęto również prace koncepcyjne nad takim okrętem w Ośrodku Badawczym Marynarki Wojennej, pod oznaczeniem projektu 618M. Miała to być jednostka o dużej dzielności morskiej i wyporności 912 ton, napędzana jedynie silnikami wysokoprężnymi. Dalsze prace studyjne doprowadziły w 1972 roku do zmiany oznaczenia na projekt 620, rozpatrywany w pięciu wariantach o różnej wielkości i napędzie. Prace nad nim Marynarka Wojenna przekazała następnie do Pionu Okrętów Centrum Techniki Okrętowej (PO CTO). Projekt koncepcyjny został ukończony tam w 1973 roku pod kierunkiem inż. Wojciecha Wszędybyła, który pozostał głównym projektantem przyszłego „Kaszuba”. Wyporność pełna okrętu wzrosła do 1060 ton; uzbrojenie miała stanowić m.in. podwójna armata 57 mm AK-725 na rufie i wyrzutnia pocisków przeciwlotniczych krótkiego zasięgu Osa-M na dziobie.
Pomimo opracowania i zaakceptowania w 1975 roku przez marynarkę projektu wstępnego, prace nad wykonaniem projektu technicznego zostały wstrzymane z uwagi na brak informacji dotyczących wyposażenia produkcji ZSRR. Po konsultacjach z ZSRR, w 1976 roku marynarka opracowała nowe wymagania taktyczno-techniczne, a rok później Biuro Projektowo-Konstrukcyjno-Technologiczne Stoczni Północnej opracowało nowy projekt wstępny okrętu. Prace jednak szły powoli, a projekt podlegał dalszym zmianom, co spowodowane było głównie opóźnionym dostarczaniem lub brakiem dostarczenia z ZSRR dokumentacji nowoczesnego wyposażenia przewidzianego do zainstalowania. W 1979 roku nawet usiłował interweniować w tej sprawie w ZSRR premier Piotr Jaroszewicz. Polska nie była w stanie samodzielnie opracować potrzebnego wyposażenia i uzbrojenia, a brak jego dokumentacji hamował prace projektowe. Prowadzono w tym czasie też w wielu ośrodkach naukowych badania na modelach w celu wyboru kształtu kadłuba o jak najlepszych własnościach morskich. Projekt techniczny powstał w biurze konstrukcyjnym Stoczni Północnej dopiero w 1979 roku, lecz dokumentację roboczą ukończono ostatecznie w kwietniu 1984 roku. Opóźnienia wynikały zarówno z opornej współpracy ze strony radzieckiej, przy chęci zainstalowania znacznej ilości nowoczesnego i niestosowanego wcześniej w Polsce wyposażenia, jak i kryzysu gospodarczego w Polsce. Należy zaznaczyć, że według ustaleń podjętych w ramach Układu Warszawskiego, projektowaniem jednostek przeciwpodwodnych oprócz ZSRR miała zajmować się jedynie Niemiecka Republika Demokratyczna. W konsekwencji, proces, który doprowadził ostatecznie do powstania jedynej polskiej korwety ZOP, był wyjątkowo długotrwały i utrudniony i wiązał się z nieproporcjonalnym wysiłkiem projektowym wielu instytucji. W tym czasie ZSRR budował liczne serie korwet projektu 1124, NRD – korwety projektu 133, a Rumunia – typu Tetal. W końcu, w 1981 roku Marynarka Wojenna zamówiła w Stoczni Północnej budowę doświadczalnego okrętu projektu 620. W toku budowy okręt otrzymał tymczasowe oznaczenie w kodzie NATO: BALCOM 6 (BALtic COMbatant), według wzoru dla nowo zidentyfikowanych okrętów krajów bloku wschodniego budowanych na Bałtyku. Spotyka się też informacje, że jako okręt doświadczalny, w odróżnieniu od planowanych jednostek seryjnych, „Kaszub” nosił pełne oznaczenie projektu 620D. Okręt pierwotnie klasyfikowany był jako dozorowiec. W XXI wieku określany jest jako korweta zwalczania okrętów podwodnych. Stał się pierwszym zbudowanym w Polsce oceanicznym okrętem bojowym.

### Budowa
Budowę prototypowego dozorowca rozpoczęto w Stoczni Północnej im. Bohaterów Westerplatte w Gdańsku w listopadzie 1983 roku. Był on budowany pod numerem stoczniowym B14/1. Oficjalne położenie stępki nastąpiło 9 czerwca 1984 roku, a do oficjalnego wodowania przystąpiono 29 grudnia tego samego roku, w obecności m.in. dowódcy MW adm. Ludwika Janczyszyna. W trakcie wodowania z bocznej pochylni rufa zsunęła się na wodę, natomiast dziób zatrzymał się końcowym odcinkiem na pochylni. Kadłub zszedł na wodę dopiero po kilkunastu godzinach przy pomocy holownika, bez odkształceń i większych uszkodzeń. Odholowano go następnie do Gdańskiej Stoczni Remontowej, gdzie w doku dokonano przeglądu i naprawy przebicia zbiornika dziobowego. Nie chcąc nadawać rozgłosu nieudanemu wodowaniu, za oficjalne wodowanie uznano 11 maja 1985 roku, po tym, jak okręt został wprowadzony do Stoczni Marynarki Wojennej w Gdyni w celu montażu opływki sonaru pod kadłubem przy użyciu podnośnika. Po dalszych pracach wyposażeniowych w Stoczni Północnej, próby zdawczo-odbiorcze zakończono 18 grudnia 1986 roku.
Planowano pierwotnie wybudować większą serię okrętów i już w 1974 roku marynarka podpisała wstępną umowę ze stocznią na budowę czterech. Zamiary te jednak nie weszły w sferę realizacji, chociaż plany rozwoju marynarki z 1983 roku zakładały budowę do 1990 roku czterech jednostek, których przewidywana cena wynosiła 1,4 miliarda zł. Plan z 1988 roku zakładał jeszcze budowę jednego okrętu projektu 620-II do 1990 roku i łącznie aż 6 do 2001 roku. Brak funduszy oraz brak wypracowania założeń na następne okręty, zwłaszcza dotyczących perspektywicznych systemów uzbrojenia, spowodował jednak rezygnację z budowy dalszych jednostek.

## Opis

### Kadłub i architektura

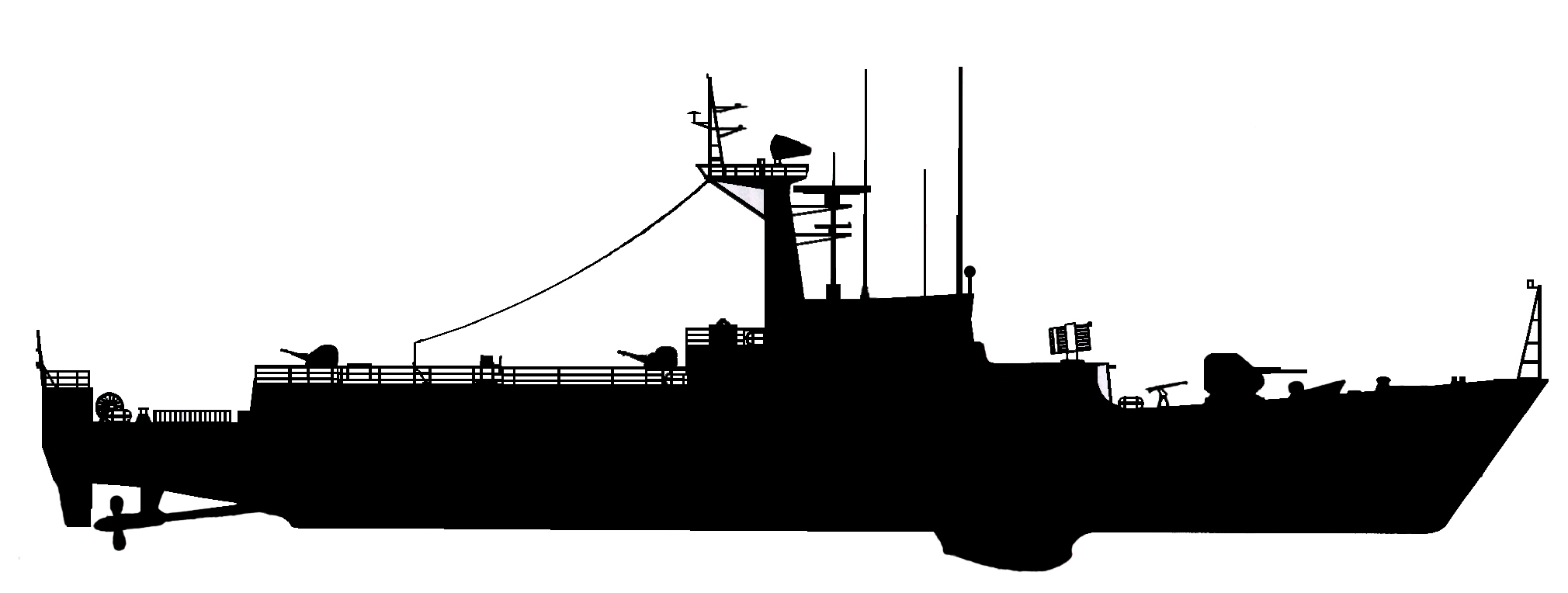
Sylwetka

ORP „Kaszub” ma gładkopokładowy kadłub z lekkim wzniosem dziobu; na śródokręciu burty przechodzą gładko w ściany nadbudówki aż do wysokości skrzydeł mostka. Wyporność standardowa jednostki wynosi 1051 t, a pełna – 1183 t, długość kadłuba 82,34 m i szerokość 10 m. Zanurzenie średnie wynosi 2,9 m, a maksymalne z opływką sonaru – 4,9 m. Architektura nadbudówki ma powodować osłabienie w pewnym stopniu odbicia radarowego. Kadłub ze wzdłużnym układem wiązań, podzielony grodziami na przedziały wodoszczelne, wykonany jest w części ze stali podwyższonej wytrzymałości. Średnia grubość blach burt wynosi 6 mm. Nadbudówka wykonana jest ze stopu aluminium. Własności morskie okrętu oceniane są jako bardzo dobre. Może on pływać w pokruszonym lodzie.

### Uzbrojenie
Główne uzbrojenie artyleryjskie stanowi radziecka uniwersalna armata automatyczna kalibru 76 mm AK-176M w wieży na pokładzie dziobowym, z zapasem amunicji 254 naboje, zamontowana we wrześniu 1992 roku. Ujemną cechą jest jednak brak wyposażenia okrętu w używany standardowo w połączeniu z tą armatą radar artyleryjski kierowania ogniem MR-123.
Bezpośrednio po wejściu do służby jedyne uzbrojenie artyleryjskie stanowiły trzy stanowiska podwójnie sprzężonych działek przeciwlotniczych kalibru 23 mm polskiej konstrukcji ZU-23-2M Wróbel. Dwa z nich umieszczono na pokładzie nadbudówki, za nadbudówką dziobową, rozsunięte na burty, a trzecie na końcu pokładu nadbudówki na rufie, na miejscu pierwotnie przewidzianym dla wyrzutni rakiet przeciwlotniczych. Stanowiska nie dysponowały możliwością ostrzału bezpośrednio w kierunku dziobu. Pierwotnie planowano uzbrojenie okrętu w radziecką wyrzutnię rakiet przeciwlotniczych krótkiego zasięgu Osa-M, która zapewniłaby pewne możliwości obrony przeciwlotniczej zespołów okrętów. Wyrzutni tej jednak nie otrzymano z ZSRR. Okręt otrzymał tylko dwie poczwórne wyrzutnie Fasta-4M dla rakiet obrony bezpośredniej Strzała-2M (zapas 16 rakiet), umieszczone na burtach na końcu pokładu nadbudówki dziobowej. Rakiety te jednak były już przestarzałe i o małych możliwościach – skuteczne praktycznie jedynie do celów oddalających się, do odległości 4,2 km. Łącznie z działkami 23 mm zapewniają jedynie ograniczone możliwości samoobrony okrętu. Uzbrojenie artyleryjskie uzupełniały dwie armaty salutacyjne kalibru 45 mm (zdjęte w 2000 roku). W pierwszej dekadzie XXI wieku zamontowano natomiast przy wyrzutniach RBU-6000 dwie podstawy słupkowe dla karabinów maszynowych 12,7 mm WKM-B, z łącznym zapasem 2000 nabojów.
W kwietniu 2016 roku zamontowano na „Kaszubie” polski prototypowy nowoczesny zestaw artyleryjski Tryton, składający się z armaty automatycznej kalibru 35 mm Oerlikon KDA w bezobsługowej wieży na miejscu rufowej armaty 23 mm ZU-23-2M Wróbel, zintegrowanej głowicy śledzącej ZGS-158M umieszczonej za nadbudówką, konsoli kierowania ogniem w stanowisku dowodzenia oraz rezerwowej optycznej kolumienki celowniczej, w celu przeprowadzenia testów zestawu na okręcie. Zintegrowana głowica śledząca obejmuje dalmierz laserowy, kamerę telewizyjną i kamerę termalną. Armata ma dwa układy zasilania w amunicję po 100 nabojów. Armata może zwalczać cele na odległości co najmniej 4 km, kamery mogą śledzić cele na odległość przynajmniej 7,5 km. Armata ta została jednak zdemontowana podczas remontu w 2022 roku.

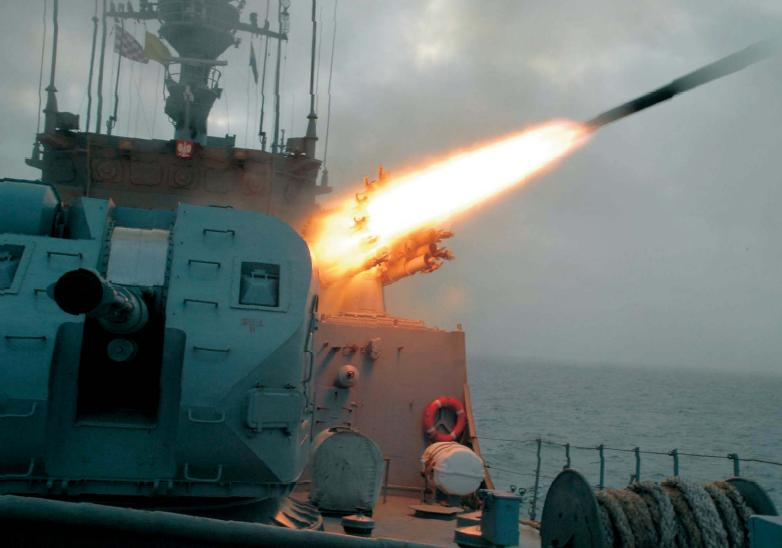
Strzelanie rakietowych bomb głębinowych na ORP „Kaszub”

Zasadnicze uzbrojenie okrętu służy do zwalczania okrętów podwodnych. Uzbrojony jest w tym celu w cztery wyrzutnie torpedowe kalibru 533,4 mm dla radzieckich elektrycznych samonaprowadzających się torped przeciwpodwodnych SET-53M. Wyrzutnie torpedowe zgrupowane są w dwóch dwuwyrzutniowych aparatach DTA-53-620, rozmieszczonych na burtach za śródokręciem. W położeniu marszowym ustawione są równolegle do burt, w położeniu do strzału są odchylone o 25°. Drugim rodzajem uzbrojenia przeciwpodwodnego są dwie dwunastoprowadnicowe wyrzutnie rakietowych bomb głębinowych RBU-6000 umieszczone na piętrze nadbudówki, przed mostkiem. Przeładowywane są automatycznie, w podpokładowych magazynach przechowywane jest 96 bomb bojowych i 2 szkolne. System podawania pocisków opracowany został w Polsce.
Okręt miał dwa tory minowe na rufie, na których można przenosić łącznie 8 min morskich wz. 08/39 lub 6 min AGSB lub 20 min JaM lub 4 boje hydroakustyczne MG-409M albo zainstalować dwie zrzutnie dla łącznie 12 klasycznych bomb głębinowych B-1. Tory minowe zdemontowano podczas modernizacji w 2000 roku, instalując na rufie stanowisko do zaopatrywania okrętu na morzu (RAS). Pozostawiono przy tym dwie zamontowane zrzutnie dla 12 bomb głębinowych B-1.

### Napęd
Napęd stanowią cztery silniki wysokoprężne Sulzer-Cegielski 16AS-V25/30 w układzie V16 o maksymalnej mocy ciągłej po 4350 KM (3200 kW) każdy przy 1000 obr./min. Silniki napędzają dwie śruby nastawne – każda para silników napędza poprzez przekładnię redukcyjno-zbiorczą i wał napędowy jedną śrubę. Siłownia umieszczona jest w dwóch przedziałach, po dwa silniki. Okręt może być napędzany przez dowolną liczbę silników (układ CODAD); przy dwóch silnikach maksymalna prędkość wynosi ponad 20 węzłów, a przy czterech silnikach – 26 węzłów. Na próbach uzyskano prędkość ok. 27 węzłów.
Zasięg wynosi 3500 Mm przy prędkości 14 węzłów, 2500 Mm przy 18 węzłach i 900 Mm przy 26 węzłach. Autonomiczność wynosi 10 dób. Okręt przenosi zapas paliwa 122 tony, oleju 7 t, wody 25 t, prowiantu 2,6 t.

### Wyposażenie
- stacja radiolokacyjna obserwacji okrężnej i wykrywania celów MR-302 (ozn. NATO: Strut Curve) o zasięgu 80 km[17] (zdemontowana w 2022 roku)[25];
- radar nawigacyjny SRN-7453 Nogat;
- radar nawigacyjny SRN-441XT (od przełomu 1992/1993)[17];
- stacja hydrolokacyjna podkadłubowa MG-322T[1];
- stacja hydrolokacyjna holowana o zmiennej głębokości MG-329M[1];
- stacja hydroakustyczna MG-409K współpracująca z bojami hydroakustycznymi;
- 4 boje hydroakustyczne MG-409M (mogą być przenoszone na torach minowych zamiast innego uzbrojenia)[1];
- system zakłóceń pasywnych z czterema wyrzutniami celów pozornych PK-16 (zdemontowany w 1992/93)[28]
- system zakłóceń pasywnych Jastrząb, z 10-prowadnicową wyrzutnią celów pozornych dalekiego zasięgu i dziewięcioma 6-prowadnicowymi wyrzutniami bliskiego zasięgu (doświadczalny, zamontowany w 1992/1993, okazał się nieudany i został zdemontowany przed 2012)[28];
- system adaptacyjnych celów pozornych do obrony przeciwtorpedowej Płaskonos (doświadczalny, próby przed 2012)[29]
- interrogator systemu „swój-obcy" (IFF) standardu Mark XII (zdemontowany w 2022 roku)[25].

## Służba

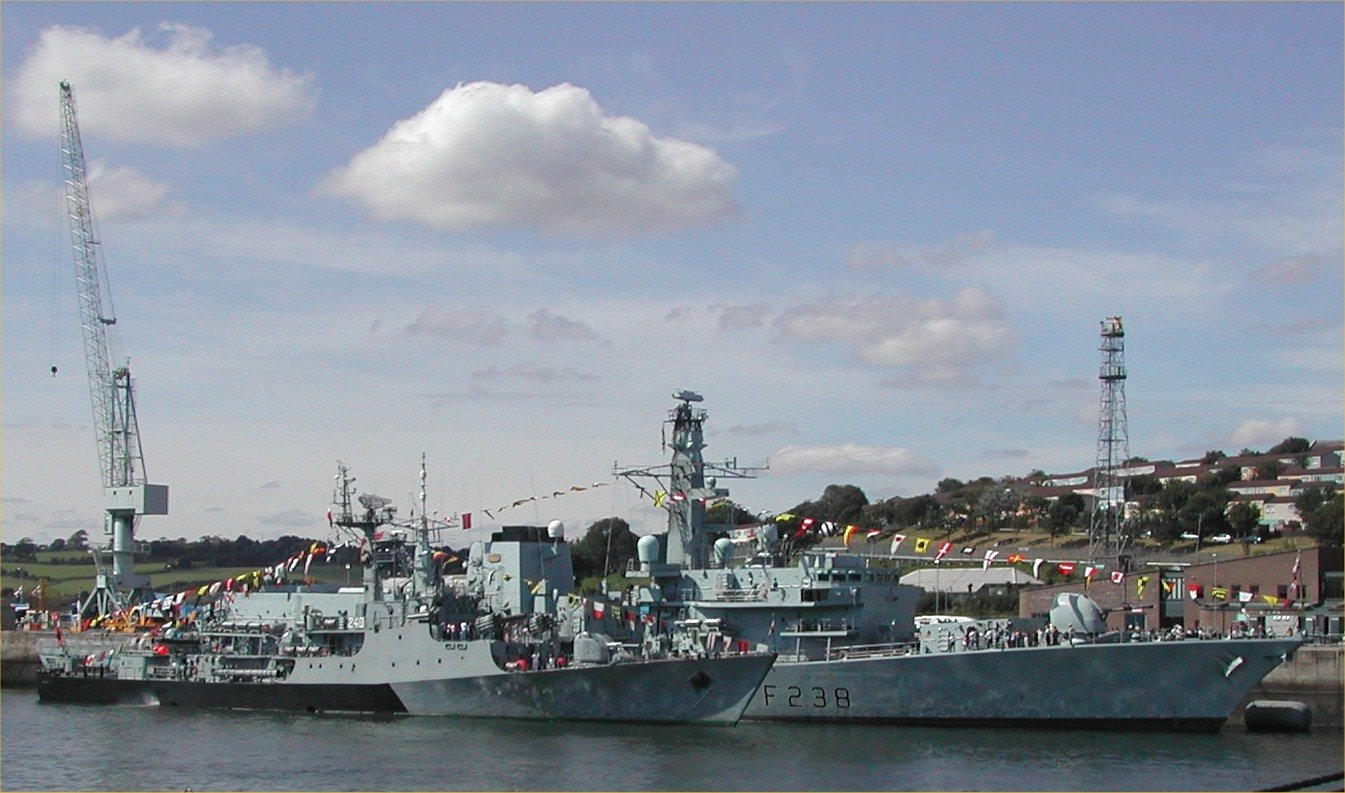
„Kaszub” przy burcie fregaty „HMS Northumberland” (2002)

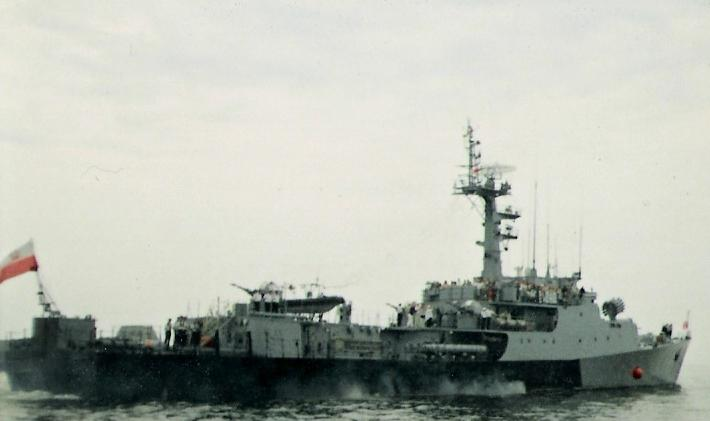
ORP „Kaszub” widok od rufy (2005)

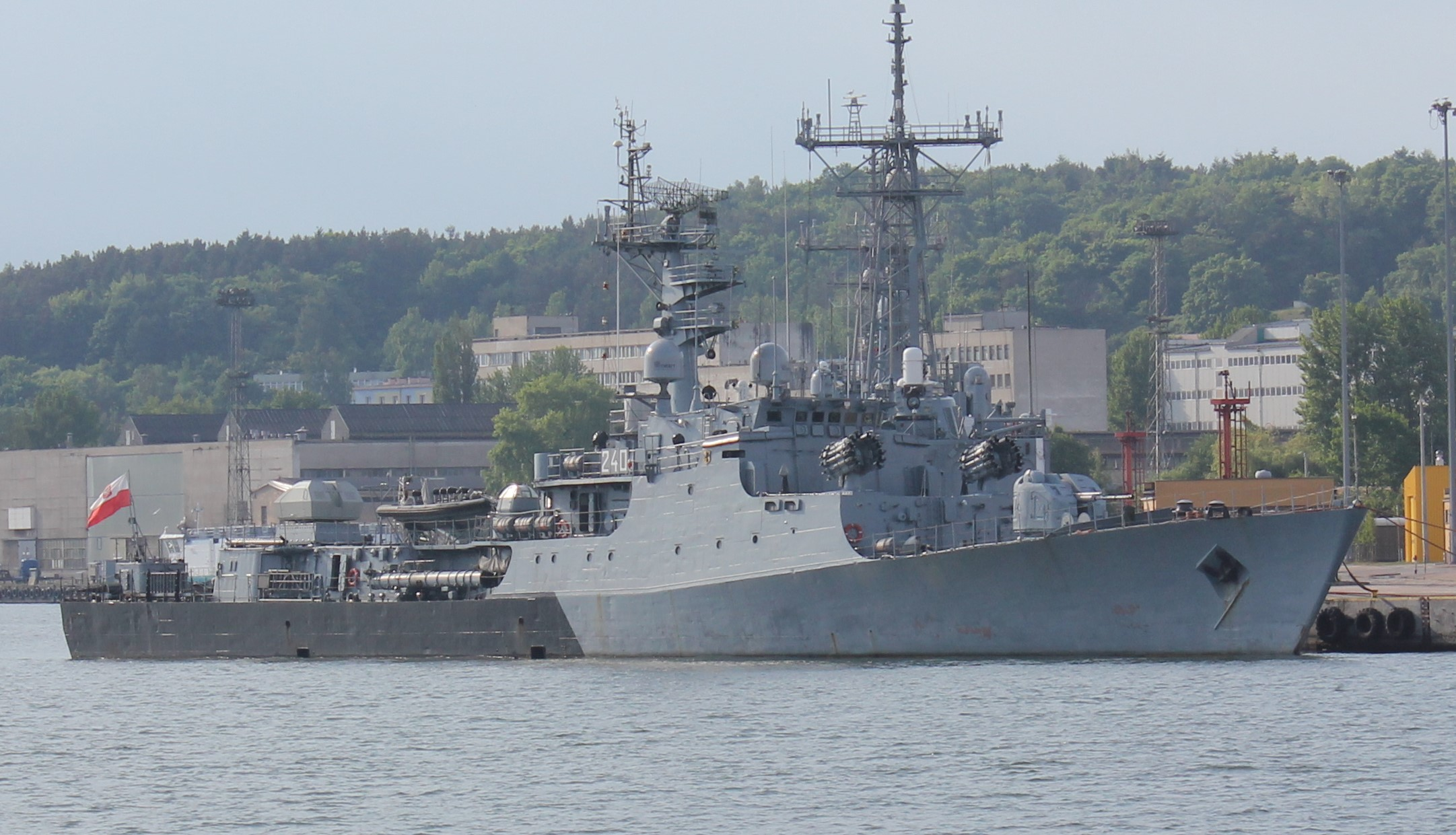
ORP „Kaszub” w Porcie Wojennym Gdynia (2018). Na rufie widoczny jest Morski Zestaw Artyleryjski „Tryton” zamontowany na miejscu rufowego zestawu ZU-23-2M.

Banderę na okręcie podniesiono 15 marca 1987 roku, nadając mu nazwę ORP „Kaszub” oraz numer burtowy 240 (wskazujący przez ostatnią cyfrę 0 na jednostkę doświadczalną). Z uwagi na doświadczalny charakter, fakt wejścia do służby okrętu nie został nagłośniony, chociaż czasowo stał się on wówczas największym bojowym okrętem nawodnym Marynarki Wojennej, nie licząc okrętów desantowych. Dozorowiec włączono do 9. Flotylli Obrony Wybrzeża w Helu, gdzie przechodził cykl badań eksploatacyjnych, pozwalających na opracowanie wniosków dla przyszłych jednostek seryjnych. Początkowo okręt nie posiadał dziobowej armaty 76 mm i nigdy nie otrzymał planowanej wyrzutni pocisków przeciwlotniczych Osa-M, na miejscu której zamontowano trzecią, rufową armatę przeciwlotniczą 23 mm. Problemem były także wyrzutnie torpedowe – na początku zainstalowano wyrzutnie otrzymane z ZSRR, po czym zostały zdemontowane i sprzedane do NRD (dla korwet projektu 133.1M), a dopiero później zainstalowano nowe, wyprodukowane na licencji radzieckiej w Centrum Techniki Morskiej. Okręt mało przebywał w morzu, co wraz z brakami w wyposażeniu odbijało się na szkoleniu załogi i jego wartości bojowej.
W lipcu 1989 roku „Kaszub” został wypożyczony do Kaszubskiego Dywizjonu Morskiej Brygady Okrętów Pogranicza MW RP w Gdańsku-Westerplatte. Tam okręt był intensywnie eksploatowany, co przyczyniło się do dotarcia mechanizmów i wyszkolenia załogi. Służbę w Dywizjonie zakończył 1 stycznia 1991 roku i powrócił do 9. FOW; od tej pory datuje się jego normalna służba jako okrętu bojowego. Wszedł w skład 11. Dywizjonu Ścigaczy 9. FOW. We wrześniu 1992 roku zamontowano na nim dziobową armatę 76,2 mm AK-176M. W okresie od 7 do 10 kwietnia ORP „Kaszub” udał się w swój pierwszy rejs zagraniczny, odwiedzając Kilonię (wraz z ORP „Warszawa” i ORP „Rolnik”). W 1993 roku na jednostce zamontowano drugi radar nawigacyjny oraz wymieniono okrętowy system zakłóceń pasywnych z radzieckiego z wyrzutniami celów pozornych PK-16 na polski doświadczalny Jastrząb, który okazał się jednak nieudany. W latach 90. wraz ze stopniowym ograniczaniem wykorzystania okrętu flagowego Marynarki ORP „Warszawa”, „Kaszub” nieoficjalnie przejmował rolę okrętu flagowego. W dniach 26–30 maja 1993 roku korweta reprezentowała PMW w obchodach 50. rocznicy zwycięstwa w bitwie o Atlantyk w Liverpoolu. W czerwcu następnego roku okręt wraz z ORP „Lech” wziął udział w międzynarodowych ćwiczeniach BALTOPS '94. Stał się pierwszym polskim okrętem, który uczestniczył w ćwiczeniach z okrętami NATO. W 1995 roku uzyskał miano najlepszego okrętu MW.
W 1996 roku ORP „Kaszub” rozpoczął intensywne szkolenia z zespołami okrętów innych państw. W czerwcu po raz drugi wziął udział w manewrach BALTOPS, odwiedzając przy tym Karlskronę. 23-24 maja brał udział wraz z ORP „Dzik” w polsko-francuskich ćwiczeniach zwalczania okrętów podwodnych, a 13 września przeprowadził te same manewry z holenderską fregatą „Jan Van Brakel”. Zapoczątkowało to coroczne systematyczne ćwiczenia „Kaszuba” z marynarką francuską i innych państw NATO na Bałtyku, Morzu Północnym i Atlantyku z cyklu PASSEX. W sierpniu i wrześniu złożył po raz pierwszy wizyty w Tallinnie, Helsinkach, Rydze i Kłajpedzie. Od 25 września do 14 października uczestniczył w międzynarodowych ćwiczeniach Partnerstwa dla Pokoju Cooperative Venture '96 (z ORP „Lech”). Rok 1997 przebiegł podobnie na ćwiczeniach ZOP na Bałtyku, w połowie kwietnia z lotnictwem holenderskim, a 29-30 kwietnia z francuskim awizem „Drogou” typu A69. Od 13 do 22 czerwca ORP „Kaszub” uczestniczył w manewrach BALTOPS '97, odwiedzając na koniec Kilonię. W lipcu 1997 roku odwiedził Den Helder i Brest i ćwiczył z okrętami holenderskimi. W czerwcu 1998 roku po raz czwarty uczestniczył w manewrach BALTOPS, odwiedzając Rostock. W lipcu 1998 roku ponownie odwiedził Brest, Den Helder i Zeebrugge i ćwiczył z okrętami francuskimi. Dowódcą okrętu był wówczas kpt. mar. Krzysztof Mazurkiewicz. W czerwcu 1998 roku po raz czwarty uczestniczył w manewrach BALTOPS i odwiedził Rostock. 21 września 1998 roku okręt otrzymał nagrodę „Buzdygan" za działalność na rzecz Marynarki Wojennej. W dniach 10–12 maja 1999 roku brał udział w ćwiczeniach ZOP na Bałtyku z dwoma francuskimi korwetami typu A-69, a 23-28 maja 1999 roku w dużych ćwiczeniach Marynarki Wojennej Pirania ′99. W czerwcu 1998 roku po raz piąty uczestniczył w manewrach BALTOPS, odwiedzając Aarhus.
W dniach 5–8 maja 2000 roku ponownie wziął udział w obchodach rocznicy bitwy o Atlantyk w Londonderry; podczas wizyty przekazano mu uroczyście w Newark banderę i proporzec krążownika ORP „Dragon”. W czerwcu tego roku brał udział w manewrach BALTOPS 2000, odwiedzając Sztokholm i na koniec Kilonię i uczestnicząc w Tygodniu Kilońskim. W marcu i kwietniu 2001 roku „Kaszub” brał udział w manewrach siedmiu państw NATO SPONTEX 2001 na Atlantyku. W czerwcu 2001 roku ponownie brał udział w manewrach BALTOPS z zakończeniem w Kilonii i uczestnictwem w Tygodniu Kilońskim. W marcu 2002 roku brał udział w dużych manewrach 14 państw NATO Strong Resolve 2002. W sierpniu 2002 roku ORP „Kaszub”, oprócz tradycyjnej wizyty i wspólnych ćwiczeń we Francji, reprezentował Marynarkę Wojenną w obchodach Plymouth Navy Days 2002 w Plymouth. W dniach 25-28 sierpnia 2003 roku reprezentował Polskę na obchodach 300-lecia rosyjskiej Floty Bałtyckiej w Bałtyjsku. W maju 2004 roku, podczas kolejnych ćwiczeń PASSEX na Bałtyku, eskortował francuski śmigłowcowiec „Jeanne d’Arc”. 1 lipca 2004 roku, w związku z wycofaniem ostatnich ścigaczy okrętów podwodnych, „Kaszub” wszedł w skład Dywizjonu Zwalczania Okrętów Podwodnych 3. Flotylli Okrętów w Gdyni. W czerwcu 2004, czerwcu 2005 i czerwcu 2006 roku brał udział w manewrach BALTOPS, kończąc je każdorazowo uczestnictwem w Tygodniu Kilońskim. W lutym i marcu 2007 roku „Kaszub” ćwiczył z okrętami duńskimi.
W czerwcu 2010 roku brał udział w swoich jedenastych manewrach BALTOPS, ponownie kończąc je uczestnictwem w Tygodniu Kilońskim.
1 stycznia 2011 roku został włączony do Dywizjonu Okrętów Bojowych w Gdyni Oksywiu, w składzie 3. Flotylli Okrętów.
26 kwietnia 2016 roku zamontowano doświadczalnie na „Kaszubie” w miejsce rufowej armaty 23 mm ZU-23-2M Wróbel zestaw artyleryjski Tryton – armatę 35 mm Oerlikon AM-35 wraz z urządzeniami kierowania ogniem, w celu przeprowadzenia testów na okręcie.
W lutym 2021 roku jednostka wraz ze śmigłowcem pokładowym SH-2G oraz fregatą rakietową ORP „Gen. K. Pułaski” brała udział w manewrach, w ramach wydzielonych jednostek Dywizjonu Okrętów Bojowych. Tematem przewodnim ćwiczeń było poszukiwanie, wykrywanie i zwalczanie okrętów podwodnych, zwalczanie celów nawodnych i środków napadu powietrznego oraz ochrona przeciwawaryjna okrętu.
W kwietniu 2021 korweta brała udział manewrach Okrętowej Grupy Zadaniowej, gdzie wraz z Siłami Powietrznymi i Brygadą Lotnictwa Marynarki Wojennej realizował szkolenia z zakresu osłony szlaków żeglugowych, zabezpieczenia transportu, a także uzupełniania zapasów i ratowania życia na morzu. W manewrach, „Kaszub” uczestniczył wraz z fregatą ORP „Gen. K. Pułaski”, okrętem rakietowym ORP „Piorun”, zbiornikowcem ORP „Bałtyk”, korwetą ORP „Ślązak” i okrętem ratowniczym ORP „Zbyszko”.
W sierpniu 2021 korweta uczestniczyła w manewrach 3 Flotylli Okrętów o kryptonimie „Ostrobok ’21”. Wraz z korwetą ORP „Ślązak” okręt wraz z załogą przeprowadził ćwiczenia grup abordażowych stacjonujących na pokładach obu jednostek. W manewrach uczestniczyły także okręty ORP „Gen. K. Pułaski” i ORP „Orkan”.
W trakcie ograniczonego remontu „Kaszuba” w 2022 roku zdemontowano radar MR-302 (który prawdopodobnie od pewnego czasu był niesprawny) wraz interrogatorem systemu „swój-obcy" (IFF) oraz prototypową armatę kalibru 35 mm. W 2024 roku okręt miał ponownie zamontowaną armatę.
W czerwcu 2025 roku „Kaszub” brał udział w kolejnych ćwiczeniach BALTOPS na Bałtyku.
| Lista dowódców                   | Lista dowódców | Lista dowódców | Lista dowódców |
| -------------------------------- | -------------- | -------------- | -------------- |
| Imię i nazwisko                  | od             | do             | uwagi, źródła  |
| kmdr ppor. Krzysztof Wójcik      | 1987           | 1990           | [ 29 ]         |
| kpt. mar. Marian Ambroziak       | 1990           | 1996           | [ 29 ]         |
| kpt. mar. Krzysztof Osowski      | 1996           | 1997           | [ 29 ]         |
| kpt. mar. Krzysztof Mazurkiewicz | 1997           | 2002           | [ 29 ]         |
| kpt. mar. Jacek Kosiński         | 2002           | 2007           | [ 29 ]         |
| kmdr ppor. Tomasz Czapczyński    | 2007           | 2011           | [ 29 ]         |
| kmdr ppor. Zbigniew Konieczny    | 2011           | bd.            | [ 29 ]         |
| bd.                              |                |                |                |
| kmdr ppor. Grzegorz Galikowski   | bd.            | bd.            | w 2025         |